# Gervaise de Dinan
Gervaise de Dinan, née vers 1190 et morte en 1238, est une aristocrate bretonne, dame de Dinan-Bécherel de 1197 à 1238.

## Biographie
Gervaise de Dinan est la fille unique d'Alain de Vitré, dit de Dinan, seigneur de Dinan, mort en 1197, et de Clémence de Fougères. Elle hérite de la seigneurie de Dinan-Bécherel qui comprend également Léhon et Ringwood en Angleterre à la mort de son père, et gère son patrimoine avec ses trois conjoints successifs :
- Juhel III de Mayenne mort le 4 mai 1220, dont elle a trois filles :
  - Isabelle morte en 1256, dame de Dinan à partir de 1238 et de Mayenne de 1220 à 1256 épouse de Dreux V de Mello mort en 1249 puis Louis Ier de Sancerre ; sans descendance,
  - Marguerite morte entre 1238 et 1256 épouse d'Henri Ier d'Avaugour. Leurs fils Alain II d'Avaugour héritera de Dinan et de Mayenne,
  - Jeanne morte en 1246, dame de La Chartre-sur-le-Loir et de Lassay épouse le comte Pierre de Vendôme ;
- en 1220 Geoffroi Ier de Rohan mort le 15 septembre 1221 sans postérité ;
- en 1222 Richard le Maréchal, 3e comte de Pembroke, fils de Guillaume le Maréchal ; mort le 16 avril 1234 dans son château de Kilkenny en Irlande ; sans descendance.

En mai 1234, elle donne aux moines de l'abbaye Notre-Dame du Tronchet en la personne de l'abbé, Jean, les maisons avec jardins adjacents de Godefroy de Querliens (Geoffroi de Crehen) et celle de Raoul Querquedri, qui était située près du puits et était de la place de Gourmil. Elle exempta l'abbaye de tout droit coutumier, mais spécifia par prudence que chaque maison n'aurait qu'un locataire.

## Sources
- Peter Meazey, Dinan au temps des Seigneurs édition de la Plomée, Guingamp, 1997,  (ISBN 2912113008)
- Frédéric Morvan La Chevalerie bretonne Presses Universitaires de Rennes, Rennes 2009  (ISBN 9782753508279), « Généalogie n°16 Les seigneurs de Dinan ».